# Stèle de Mesha
La stèle de Mesha est une stèle de basalte découverte en 1868 et sur laquelle est gravée une inscription remontant à l'époque du roi moabite Mesha (IXe siècle av. J.-C.). Le texte de trente-quatre lignes (l'inscription la plus longue découverte jusqu'à présent pour cette époque de l'ancien Israël), est écrit en moabite. Datée de 850 av. J.-C. environ, elle relate les victoires de Mesha au cours de sa révolte contre le royaume d'Israël qu'il entreprit après la mort de son suzerain Achab.

## Historique et description

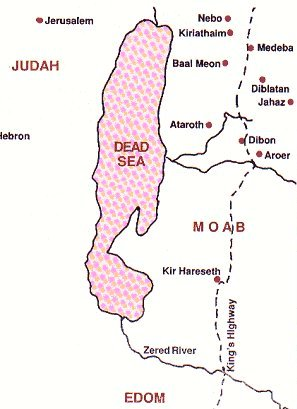
Le royaume de Moab, avec la ville de Dibon.

La pierre, arrondie à son sommet, fait 124 cm de hauteur pour 71 cm de largeur et de profondeur.
Elle est découverte en août 1868 par le pasteur Frederick Augustus Klein, missionnaire allemand à Jérusalem, sur le site de Dibon (Dhiban (en) en Jordanie). Le consul allemand Julius Petermann, le capitaine britannique Charles Warren et le chancelier français   Charles Clermont-Ganneau entrent en compétition pour acquérir la stèle. Constatant l'intérêt des Européens pour la stèle, les Bédouins la brisèrent en morceaux, pensant qu'elle pouvait contenir un trésor. Charles Clermont-Ganneau avait déjà réalisé un estampage de la majorité du texte, à l’exception des dernières lignes. Il peut par la suite reconstituer la pierre après en avoir récupéré la plupart des fragments.
Cet estampage, qui n'a jamais été publié, ainsi que la pierre reconstituée, publiée dans de nombreux livres et encyclopédies, sont tous deux au musée du Louvre.

## Contenu
La stèle décrit :

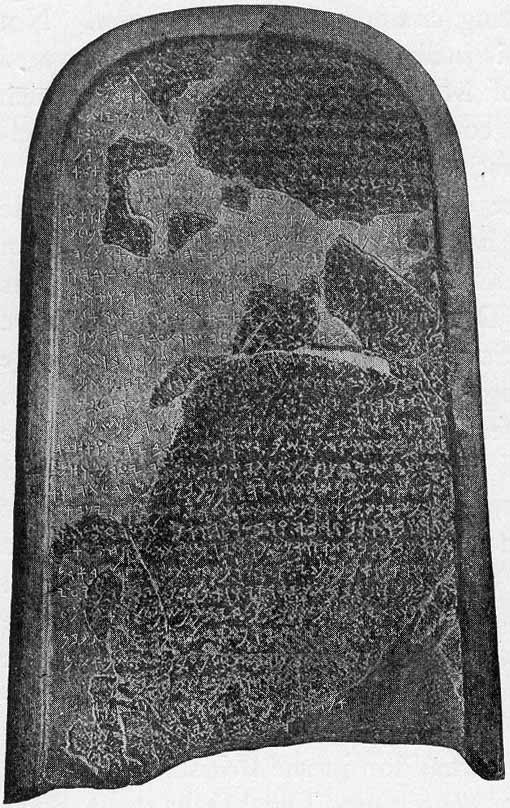
Photographie de la stèle vers 1891.

1. Comment le royaume de Moab a été conquis par Omri, roi d'Israël, en conséquence de la colère du Dieu Kemoch. Les victoires de Mesha sur le fils d'Omri (dont le nom n'est pas mentionné) et sur les hommes de la tribu de Gad à Ataroth, Nebo et Jehaz.
2. Ses édifices publics, la restauration des fortifications, la construction d'un palais ainsi que de réservoirs d'eau.
3. Ses guerres contre les Horonaim.

Si l'on excepte quelques légères variations, par exemple -in pour -im dans les pluriels, le langage moabite de l'inscription est identique à la forme primitive de l'hébreu. L'alphabet moabite est du type dit improprement "phénicien", forme ancienne de l'alphabet sémitique. La forme des lettres utilisées apporte des informations importantes et très intéressantes à propos de la formation de l'alphabet, ainsi que, incidemment, des arts pratiqués pendant cette période sur la terre de Moab.

## Texte

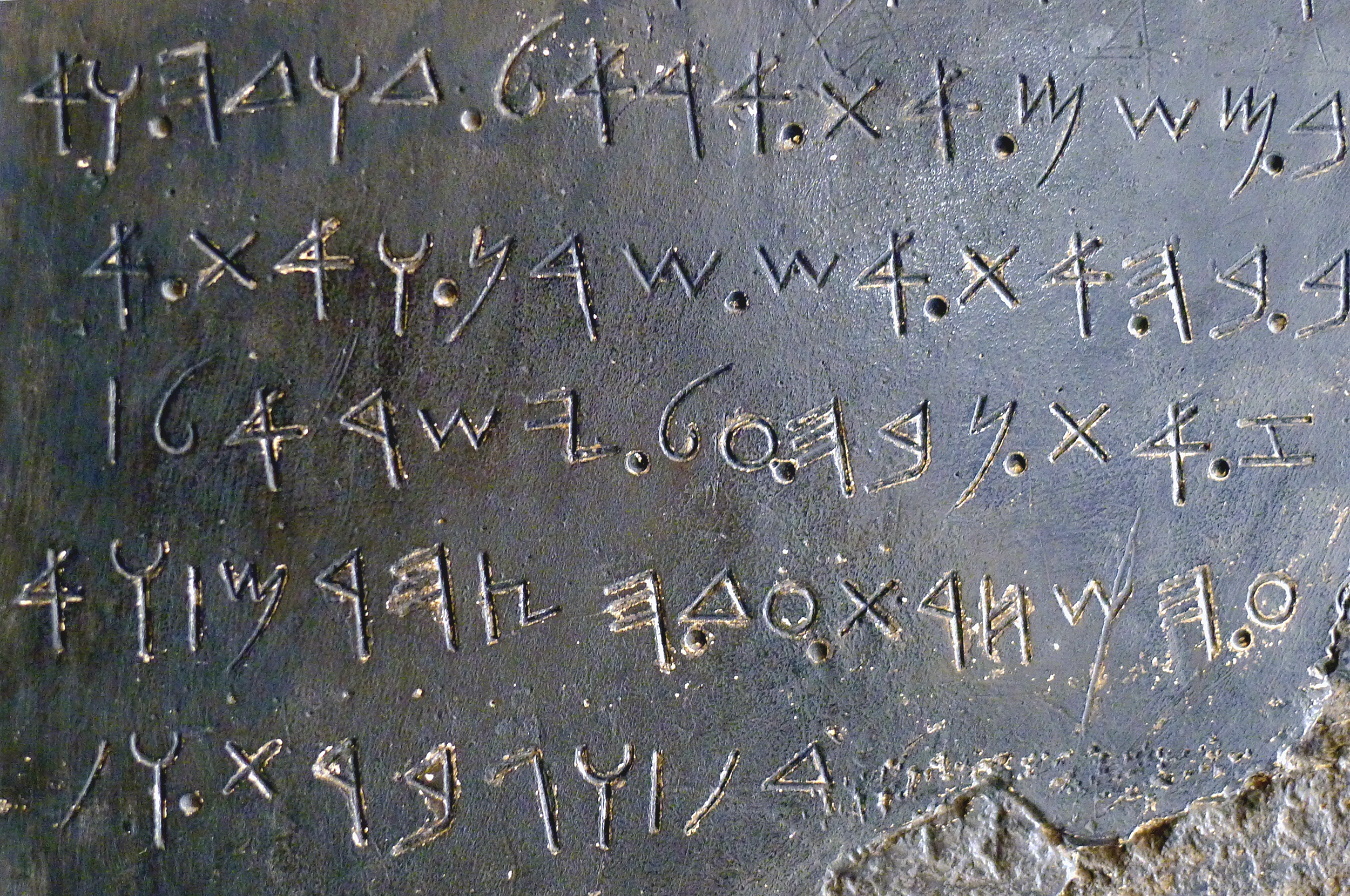
Détail du texte.

Le texte, en langue moabite, est ici transcrit en hébreu moderne :
1. אנכ. משע. בנ. כמש.. . מלכ. מאב. הד

2. יבני | אבי. מלכ. על. מאב. שלשנ. שת. ואנכ. מלכ

3. תי. אחר. אבי | ואעש. הבמת. זאת. לכמש. בקרחה | ב[נס. י]

4. שע. כי. השעני. מכל. המלכנ. וכי. הראני. בכל. שנאי | עמר

5. י. מלכ. ישראל. ויענו. את. מאב. ימנ. רבן. כי. יאנפ. כמש. באר

6. צה | ויחלפה. בנה. ויאמר. גמ. הא. אענו. את. מאב | בימי. אמר. כ[…]

7. וארא. בה. ובבתה | וישראל. אבד. אבד. עלמ. וירש. עמרי. את א[ר]

8. צ. מהדבא | וישב. בה. ימה. וחצי. ימי. בנה. ארבענ. שת. ויש

9. בה. כמש. בימי | ואבנ. את. בעלמענ. ואעש. בה. האשוח. ואבנ

10. את. קריתנ | ואש. גד. ישב. בארצ. עטרת. מעלמ. ויבנ. לה. מלכ. י

11. שראל. את. עטרת | ואלתחמ. בקר. ואחזה | ואהרג. את. כל. העמ. [מ]

12. הקר. רית. לכמש. ולמאב | ואשב. משמ. את. אראל. דודה. ואס

13. חבה. לפני. כמש. בקרית | ואשב. בה. את. אש. שרנ. ואת. אש

14. מחרת | ויאמר. לי. כמש. לכ. אחז. את. נבה. על. ישראל | וא

15. הלכ. הללה. ואלתחמ. בה. מבקע. השחרת. עד. הצהרמ | ואח

16. זה. ואהרג. כלה. שבעת. אלפנ. גברנ. ו[גר]נ | וגברת. וגר

17. ת. ורחמת | כי. לעשתר. כמש. החרמתה | ואקח. משמ. א[ת. כ]

18. לי. יהוה. ואסחב. המ. לפני. כמש | ומלכ. ישראל. בנה. את

19. יהצ. וישב. בה. בהלתחמה. בי | ויגרשה. כמש. מפני | ו

20. אקח. ממאב. מאתנ. אש. כל. רשה | ואשאה. ביהצ. ואחזה.

21. לספת. על. דיבנ | אנכ. בנתי. קרחה. חמת. היערנ. וחמת

22. העפל | ואנכ. בנתי. שעריה. ואנכ. בנתי. מגדלתה | וא

23. נכ. בנתי. בת. מלכ. ואנכ. עשתי. כלאי. האש[וח למי]נ. בקרב

24. הקר | ובר. אנ. בקרב. הקר. בקרחה. ואמר. לכל. העמ. עשו. ל

25. כמ. אש. בר. בביתה | ואנכ. כרתי. המכרתת. לקרחה. באסר

26. [י]. ישראל | אנכ. בנתי. ערער. ואנכ. עשתי. המסלת. בארננ.

27. אנכ. בנתי. בת. במת. כי. הרס. הא | אנכ. בנתי. בצר. כי. עינ

28. ----- ש. דיבנ. חמשנ. כי. כל. דיבנ. משמעת | ואנכ. מלכ

29. ת[י] ----- מאת. בקרנ. אשר. יספתי. על. הארצ | ואנכ. בנת

30. [י. את. מה]דבא. ובת. דבלתנ | ובת. בעלמענ. ואשא. שמ. את. […]

31. --------- צאנ. הארצ | וחורננ. ישב. בה. ב[ית ד]וד

32. --------- אמר. לי. כמש. רד. הלתחמ. בחורננ | וארד

33. ---------[ויש]בה. כמש. בימי. ועל[…]. משמ. עש

34. -------------- שת. שדק | וא

## Traduction
« C’est moi, Mesha, fils de Kamosh(gad), roi de Moab, le Dibonite. Mon père a régné sur Moab trente ans et moi, j’ai régné après mon père. J’ai construit ce sanctuaire pour Kamosh de Qerihoh, (sanctuaire) de salut car il m’a sauvé de tous les agresseurs et il m’a fait me réjouir de tous mes ennemis.

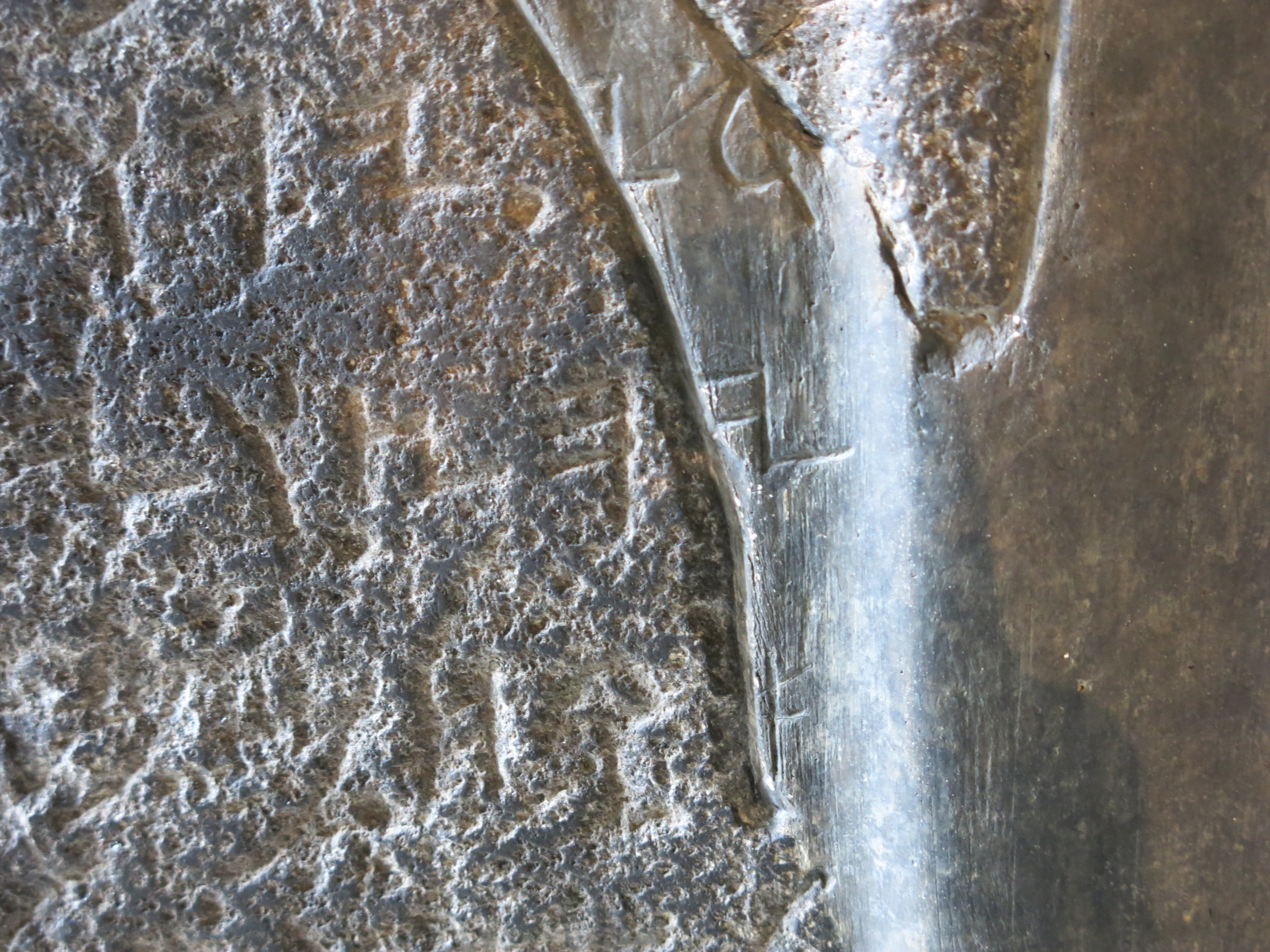
Détail sur le mot « YHWH ».

Omri fut roi d’Israël et opprima Moab pendant de longs jours, car Kamosh était irrité contre son pays. Son fils lui succéda et lui aussi il dit : « J’opprimerai Moab ». De mes jours, il a parlé (ainsi), mais je me suis réjoui contre lui et contre sa maison. Israël a été ruiné à jamais.
Omri s’était emparé du pays de Madaba et (Israël) y demeura pendant son règne et une partie du règne de ses fils, à savoir quarante ans : mais de mon temps Kamosh l’a habité.
J’ai bâti Ba’al-Me’on et j’y fis le réservoir, et j’ai construit Qiryatan.
L’homme de Gad demeurait dans le pays d’ « Atarot depuis longtemps, et le roi d’Israël avait construit pour soi » Atarot. J’attaquai la ville et je la pris. Je tuai tout le peuple de la ville pour réjouir Kamosh et Moab. J’emportai de là l’autel de Dodoh et je le traînai devant la face de Kamosh à Qeriyot où je fis demeurer l’homme de Saron et celui de Maharot.
Et Kamosh me dit : « Va, prends Neboh sur Israël ». J’allai de nuit et je l’attaquai depuis le lever du jour jusqu’à midi. Je la pris et je tuai tout, à savoir sept mille hommes et garçons, femmes, filles et concubines parce que je les avais voués à « Ashtar-Kamosh ». J’emportai de là les vases de YHWH et je les traînai devant la face de Kamosh.
Le roi d’Israël avait bâti Yahas et il y demeura lors de sa campagne contre moi. Kamosh le chassa de devant moi. Je pris deux cents hommes de Moab, tous ses chefs, et j’attaquai Yahas et je la pris pour l’annexer à Dibon.
J’ai construit Qerihoh, le mur du parc et celui de l’acropole, j’ai construit ses portes et ses tours. J’ai bâti le palais royal et j’ai fait les murs de revêtement du réservoir pour les eaux, au milieu de la ville. Or, il n’y avait pas de citerne à l’intérieur de la ville, à Qerihoh, et je le dis à tout le peuple : « Faites-vous chacun une citerne dans votre maison ». J’ai fait creuser les fossés (autour) de Qerihoh par les prisonniers d’Israël. J’ai construit Aro’er et j’ai fait la route de l’Arnon.
J’ai construit Bet-Bamot, car elle était détruite. J’ai construit Bosor, car elle était en ruine, avec cinquante hommes de Dibon, car tout Dibon m’était soumis. J’ai régné […] cent avec les villes que j’ai ajoutées au pays. J’ai construit […] Madaba, Bet-Diblatan et Bet-Ba’al-Me’on. J’ai élevé là […] menu bétail (?) du pays. Et Horonan où demeurait […] Et Kamosh me dit : « Descends et combats contre Horonan ». J’allai (et je combattis contre la ville et je la pris ; et) Kamosh y (demeura) sous mon règne […] de là […] C’est moi qui […] »

— Traduction du Département des Antiquités orientales du Musée du Louvre

## Version de la Bible
Ce texte éclaire le contexte du conflit qui opposa Moab au royaume d'Israël, et qui est relaté en des termes très différents par le Deuxième Livre des Rois (II Rois 3.4-27) :

« 4 Mesha, le roi de Moab, était éleveur de moutons. Il payait au roi d’Israël un tribut de 100 000 agneaux et de 100 000 béliers non tondus.
5 À la mort d’Achab, le roi de Moab se révolta contre le roi d’Israël.
6 En ces jours-là, le roi Joram sortit donc de Samarie et convoqua tous les soldats d’Israël.
7 Il envoya aussi ce message au roi Josaphat de Juda : « Le roi de Moab s’est révolté contre moi. Viendras-tu avec moi faire la guerre contre Moab ? » Josaphat lui répondit : « J’irai avec toi. Il n’y a pas de différence entre moi et toi, entre mes soldats et tes soldats, entre mes chevaux et tes chevaux. »
8 Puis il lui demanda : « Par où devons-nous passer ? » Joram lui répondit : « Par le désert d’Édom. »
9 Alors le roi d’Israël, le roi de Juda et le roi d’Édom partirent. Ils voyagèrent en faisant des détours, et au bout de sept jours, ils n’avaient plus d’eau ni pour les soldats ni pour les bêtes qu’ils avaient emmenées avec eux.
10 Le roi d’Israël s’exclama alors : « Quel malheur ! Jéhovah a appelé les trois rois que nous sommes, mais c’est seulement pour nous livrer aux Moabites ! »
11 Alors Josaphat demanda : « N’y a-t-il pas un prophète de Jéhovah ici ? Si oui, interrogeons Jéhovah par son intermédiaire. » Un des officiers du roi d’Israël répondit : « Il y a Élisée fils de Shafath, celui qui versait l’eau sur les mains d’Élie. »
12 Alors Josaphat dit : « Il pourra nous dire ce que Jéhovah veut que nous fassions. » Le roi d’Israël, Josaphat et le roi d’Édom allèrent donc voir Élisée.
13 Élisée dit au roi d’Israël : « Qu’ai-je à faire avec toi ? Va voir les prophètes de ton père et les prophètes de ta mère. » Mais le roi d’Israël lui répondit : « Non, car c’est Jéhovah qui nous a appelés, nous les trois rois, pour nous livrer aux Moabites. »
14 Alors Élisée dit : « Aussi vrai que Jéhovah des armées, lui que je sers, est vivant, si je n’avais pas de respect pour le roi Josaphat de Juda, je ne te regarderais même pas et je ne ferais même pas attention à toi.
15 Maintenant, faites venir un harpiste. » Dès que le harpiste se mit à jouer, l’esprit de Jéhovah se mit à agir sur Élisée.
16 Alors il dit : « Voici ce que dit Jéhovah : “Creusez beaucoup de fossés dans cette vallée,
17 car voici ce que Jéhovah annonce : ‘Vous ne verrez pas de vent et vous ne verrez pas de pluie, pourtant cette vallée se remplira d’eau. Et vous en boirez, vous, votre bétail et vos autres bêtes.’”
18 Et pourtant, ce ne sera pas grand-chose pour Jéhovah, car il va même vous livrer les Moabites.
19 Vous devrez démolir toutes les villes fortifiées et toutes les villes importantes. Vous abattrez tous les bons arbres, vous boucherez toutes les sources et vous saccagerez tous les bons champs en y jetant des pierres. »
20 Le matin, à l’heure où l’on présente l’offrande de céréales du matin, de l’eau arriva soudain du pays d’Édom, et la vallée fut inondée.
21 Tous les Moabites apprirent que les trois rois étaient venus les combattre. Alors ils convoquèrent tous les hommes capables de porter les armes, et ils prirent position à la frontière.
22 Le matin, de bonne heure, quand ils se levèrent, le soleil brillait sur l’eau. Et comme ils étaient en face, l’eau leur paraissait rouge comme du sang.
23 Ils s’exclamèrent : « C’est du sang ! Les rois se sont sûrement entretués à coups d’épée. Allons-y ! À nous le butin, ô Moab ! »
24 Mais quand les Moabites entrèrent dans le camp des Israélites, les Israélites se levèrent et se mirent à les tuer. Alors les Moabites s’enfuirent. Les Israélites avancèrent jusque dans le pays de Moab en continuant de les tuer.
25 Ils démolirent les villes, et chaque homme jetait une pierre dans tous les bons champs pour les couvrir de pierres. Ils bouchèrent toutes les sources et abattirent tous les bons arbres. Finalement, seule la muraille de pierres de Kir-Haresseth restait encore debout. Alors les soldats armés de frondes l’entourèrent et la démolirent.
26 Quand le roi de Moab vit qu’il avait perdu la bataille, il prit avec lui 700 hommes armés d’épées pour essayer de se faire un passage jusqu’au roi d’Édom, mais ils ne réussirent pas à passer.
27 Il prit donc son fils premier-né, celui qui devait régner à sa place, et il l’offrit en holocauste sur la muraille. Et il y eut un grand sentiment d’indignation contre Israël »

Traduction de Louis Segond

## Commentaire

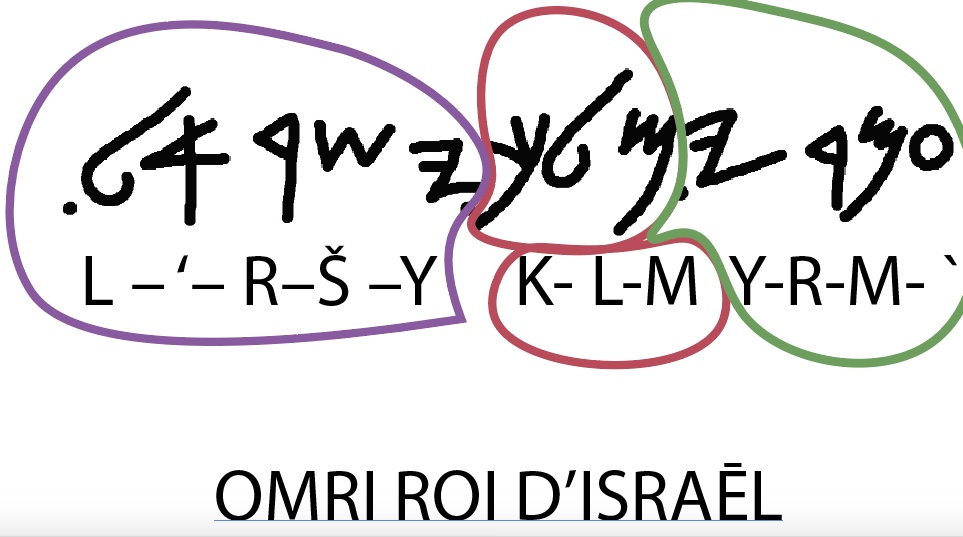
`-M-R-Y M-L-K Y-Š-R-'L (Omri roi d'Israël) mentionné clairement sur la stèle.

La stèle de Mesha est un précieux document qui éclaire la genèse du texte biblique, dans la mesure où, outre la communauté linguistique, il existe un parallélisme frappant entre la conception de la royauté et de la divinité chez les Moabites et les conceptions que l'on retrouve dans l'Ancien Testament. Ainsi, la soumission de Moab à Israël est expliquée par la colère de Kémosh, dieu de Moab, contre son peuple. C'est Kémosh (nom du Dieu moabite que l'on connaissait par la Bible) qui inspire directement Mesha (comme YHWH, selon la Bible, inspire les prophètes). Les Moabites pratiquent également l'anathème (massacre de populations vaincues consacrées à Kémosh). On y retrouve de nombreux termes bibliques en particulier YHWH, le nom propre du Dieu d'Israël, mais aussi le nom du roi Omri fondateur de Samarie et (probablement, voir le paragraphe suivant) le nom du célèbre roi David.
Les deux textes s'accordent sur les causes du conflit qui oppose Mesha de Moab à Israel : Moab était jusque-là soumis à Israël, et se révolta à la mort d'Achab. Pour le reste, le parallèle n'est qu'illusoire. La stèle de Mesha, outre l'activité édilitaire du roi qu'ignore la Bible hébraïque, relate plusieurs campagnes militaires qui ont dû s'étendre sur plusieurs années, tandis que l'Ancien Testament ne parle que d'une unique campagne menée par une coalition d'Israël, Juda et Edom, contre Moab, au cours de laquelle fut détruite une cité (Kir-Haréseth), et qui se conclut par l'échec du siège de la ville royale de Mesha (non nommée).
Les noms de villes et autres toponymes mentionnés sur la stèle de Mesha sont conformes aux noms de lieux mentionnés dans le Livre des Rois et donnent une idée de l'étendue du royaume de Moab. On y trouve Madaba, Dibon, le Nébo (villes et sites au sud d'Amman, en Jordanie). La route de l'Arnon est aujourd'hui le passage du wadi Mujib qui met en communication le plateau de Madaba et Dibon avec celui de Moab (région de Rabba et de Kérak).

## Points controversés

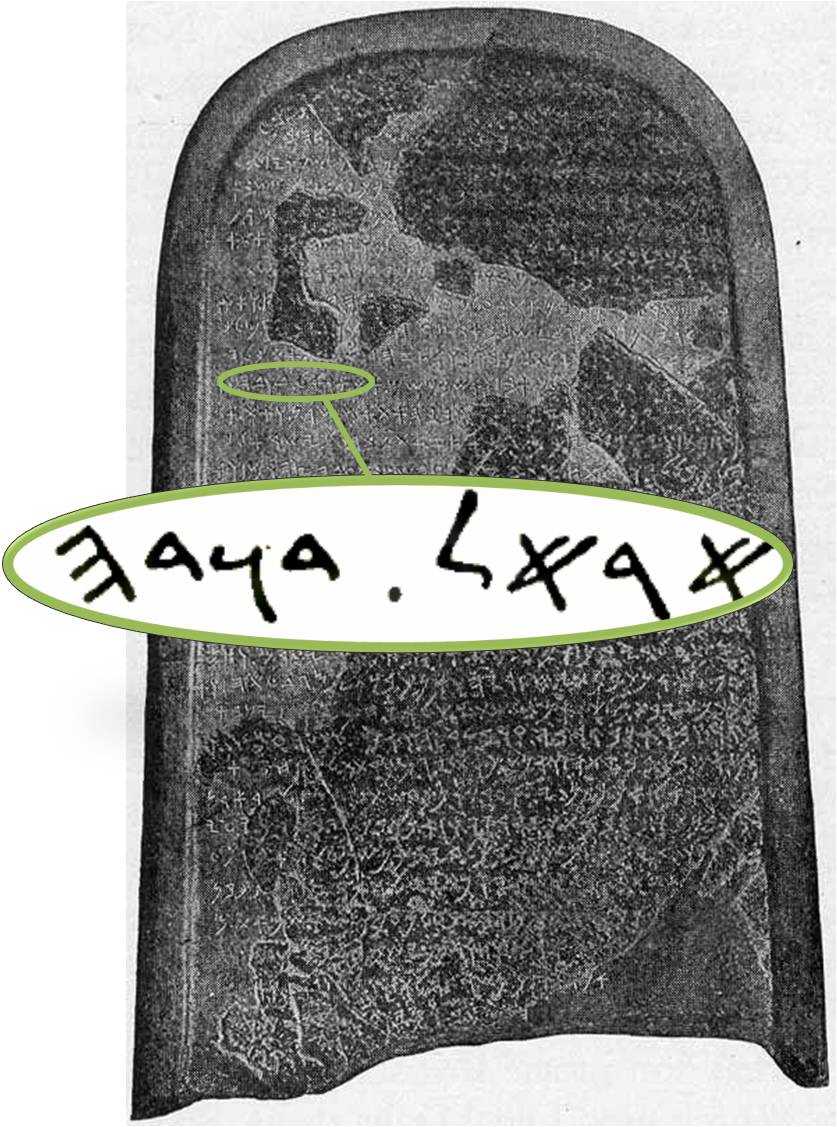
Le roi David cité à la ligne 12 de la stèle, אראל. דודה, pouvant être traduit par son « autel davidien ».

La surface de la stèle est très érodée et beaucoup de lettres ne sont pas lues avec une certitude absolue. Bien que l'ensemble du texte ait fait l'objet d'un estampage avant sa dégradation, il y avait déjà des lacunes que les épigraphistes ont comblées avec des conjectures. C'est ainsi que, périodiquement, des spécialistes peuvent réexaminer le document et faire de nouvelles propositions.
Charles Bruston, épigraphiste et professeur de théologie à la faculté de Montauban est le premier chercheur français à en proposer une traduction.
En 1994, après avoir examiné au musée du Louvre la pierre ainsi que l'impression qui en avait été faite, l'épigraphiste André Lemaire rapporta que la ligne 31 de la stèle de Mesha contenait la phrase « la Maison de David ». Lemaire dut ajouter une lettre supplémentaire pour pallier la destruction de celle-ci, cette lettre étant le « D » de David. La ligne 31 complète pouvait alors être lue « Comme pour Horonen, ils vivaient dans la maison de [D]avid » וחורננ. ישב. בה. בת[ד]וד. La plupart des chercheurs confirmèrent qu'aucune autre lettre ne permettait d'apporter un autre sens possible à cette phrase. Baruch Margalit essaya une autre combinaison en incluant la lettre « M » dans l'espace manquant, ainsi que d'autres lettres à la place d'autres blancs. La lecture qui résultait de ses travaux donnait « Now Horoneyn was occupied at the en[d] of [my pre]decessor['s reign] by [Edom]ites. » Cependant, les hypothèses de Margalit ne reçurent aucun soutien parmi la communauté scientifique.
En 2001, un autre chercheur français, Pierre Bordreuil, rapporte dans un essai que lui et quelques autres chercheurs ne pouvaient confirmer la lecture que Lemaire avait faite de la ligne 31, à savoir « la Maison de David ».
Il a été découvert plus tard une autre inscription relative à la Maison de David sur la stèle de Tel Dan, celle-ci plus récente, écrite par un roi araméen ennemi des Moabites et relative elle aussi à une victoire. Si Lemaire a raison, il y a maintenant deux références anciennes à la dynastie de David, une sur la stèle de Mesha (milieu du IXe siècle av. J.-C.) et une autre sur la stèle de Tel Dan (entre le IXe siècle av. J.-C. et le VIIIe siècle av. J.-C.),.
En 1998, un autre chercheur, Anson Rainey, traduit un ensemble de deux mots à la ligne 12 de la stèle, אראל. דודה, par « its Davidic altar-hearth » (son autel davidien).
Les identifications des bibliques Mesha, roi de Moab, et Omri, roi du royaume nord d'Israël, sur la stèle de Mesha, font généralement consensus parmi la communauté des chercheurs, surtout parce que ce qui est dit d'eux sur la stèle rejoint ce qui est écrit dans les chroniques bibliques des Rois.
L'identification du roi David sur la stèle de Mesha demeure quant à elle controversée. Ce doute découle de la ligne 31, assez fragmentaire. En Europe, P. R. Davies, Thomas L. Thompson et Niels P. Lemch montrent un rejet certain de l'histoire biblique alors qu'André Lemaire, K. A. Kitchen, Jens Bruun Kofoed et d'autres chercheurs européens font exception à cette tendance.[citation nécessaire] En général, les chercheurs nord-américains et israéliens sont plus enclins à accepter l'identification du roi biblique David sur la stèle de Mesha. En revanche, cette controverse est plus présente lorsque la discussion porte sur la stèle de Tel Dan plutôt que sur la stèle de Mesha.

## Exposition
- Du 15 septembre au 19 octobre 2018, Paris, Collège de France, Mésha et la Bible : quand une pierre raconte l'Histoire.

### Source
- (en) Cet article est partiellement ou en totalité issu de l’article de Wikipédia en anglais intitulé « Mesha Stele » (voir la liste des auteurs).